# سیارک ۳۶۸۸۸
سیارک ۳۶۸۸۸ (به انگلیسی: 36888 Skrabal، نامگذاری:2000SE163) سی و شش هزار و هشتصد و هشتاد و هشتمین سیارک کشف شده‌است که در ۲۹ سپتامبر ۲۰۰۰ کشف شد.